# Alawalpur
Alawalpur é uma cidade e um município no distrito de Jalandhar, no estado indiano de Punjab.

## Geografia
Alawalpur está localizada a 31° 26′ N, 75° 39′ L. Tem uma altitude média de 232 metros (761 pés).

## Demografia
Segundo o censo de 2001, Alawalpur tinha uma população de 7172 habitantes. Os indivíduos do sexo masculino constituem 52% da população e os do sexo feminino 48%. Alawalpur tem uma taxa de literacia de 73%, superior à média nacional de 59.5%; com 55% para o sexo masculino e 45% para o sexo feminino. 12% da população está abaixo dos 6 anos de idade.